# Sanostee
Sanostee (navaho Tséʼałnáoztʼiʼí) és una concentració de població designada pel cens dels Estats Units a l'estat de Nou Mèxic. Segons el cens del 2000 tenia 429 habitants.

## Demografia
Segons el cens del 2000, Sanostee tenia 429 habitants, 107 habitatges, i 94 famílies. La densitat de població era de 36,8 habitants per km².
Dels 107 habitatges en un 55,1% hi vivien nens de menys de 18 anys, en un 47,7% hi vivien parelles casades, en un 27,1% dones solteres, i en un 12,1% no eren unitats familiars. En el 10,3% dels habitatges hi vivien persones soles el 3,7% de les quals corresponia a persones de 65 anys o més que vivien soles. El nombre mitjà de persones vivint en cada habitatge era de 4,01 i el nombre mitjà de persones que vivien en cada família era de 4,31.
Per edats la població es repartia de la següent manera: un 42,2% tenia menys de 18 anys, un 10,5% entre 18 i 24, un 24,5% entre 25 i 44, un 16,8% de 45 a 60 i un 6,1% 65 anys o més.
L'edat mediana era de 21 anys. Per cada 100 dones de 18 o més anys hi havia 90,8 homes.
La renda mediana per habitatge era de 22.212 $ i la renda mediana per família de 22.604 $. Els homes tenien una renda mediana de 19.667 $ mentre que les dones 12.188 $. La renda per capita de la població era de 5.926 $. Aproximadament el 38,5% de les famílies i el 47,5% de la població estaven per davall del llindar de pobresa.
El segons el cens dels Estats Units de 2010 el 99,53% dels habitants són nadius americans i el 0,23% blancs.

## Poblacions més properes
El següent diagrama mostra les poblacions més properes.